# Tell Bejdar
Tell Bejdar (arabsko تل بيدر) je vas in arheološko najdišče v guvernatu Al-Hasakah v severovzhodni Siriji. V starem veku se je imenoval Nabada.

## Zgodovina
Nabada je bila prvič naseljena v zgodnjem dinastičnem obdobju okoli leta 2600 pr. n. št. Približno 2500 let pr. n. št. se je razvila v srednje veliko neodvisno mestno državo in postala provincialna prestolnica kraljestva s središčem v Nagarju, sedanjem Tell Braku. Gornjo Mezopotamijo so zatem osvojili Akadci in Nabada je postala predstraža Akadskega cesarstva. Mesto je bilo nato zapuščeno, dokler ga niso okoli leta 1400 pr. n. št. naselili Huriti. Ponovno naseljeno je bilo tudi v novoasirskem in helenističnem obdobju.

## Arheologija
Osrednji del Tell Bejdarja ima površino okoli 25 hektarjev. Mnogo kasnejše huritsko/novoasirsko naselje je bilo zgrajeno pod gričem in merilo okoli 50 hektarjev. Na vrhu griča je helenistični naselje. 
Tell Bejdar so sedemnajst sezon od leta 1992 do 2010 izkopavale skupine sirskih in evropskih arheologov pod pokroviteljstvom Evropskega centra za študije Gornje Mezopotamije in sirskega Generalnega direktorata za starine in muzeje. Več sezon je bilo posvečenih restavratorskim delom. Skupine arheologov sta vodila Marc Lebeau in Antoine Suleiman.
 Pri raziskavah je sodelovalo tudi več drugih institucij, vključno z Institutom za orientalistiko Univerze Čikaga. 
Med izkopavanji je bilo odkritih tudi skoraj 250 klinopisnih glinastih tablic in fragmentov iz predsargonskega obdobja. Zapisi na tablicah so povezani večinoma s kmetijstvom in kažejo nekaj sočasnosti s Tell Brakom. Pisani so v različici semitskega akadskega jezika. Med osebnimi imeni so tudi semitska. Med najdbami je bilo tudi nekaj glinastih valjastih pečatov. Najdbe so na ogled v Muzeju Deir ez-Zora.